# Taractichthys
Taractichthys – rodzaj ryb z rodziny bramowatych.

## Klasyfikacja
Gatunki zaliczane do tego rodzaju:
- Taractichthys longipinnis
- Taractichthys steindachneri